# Jean-Baptiste de La Chapelle

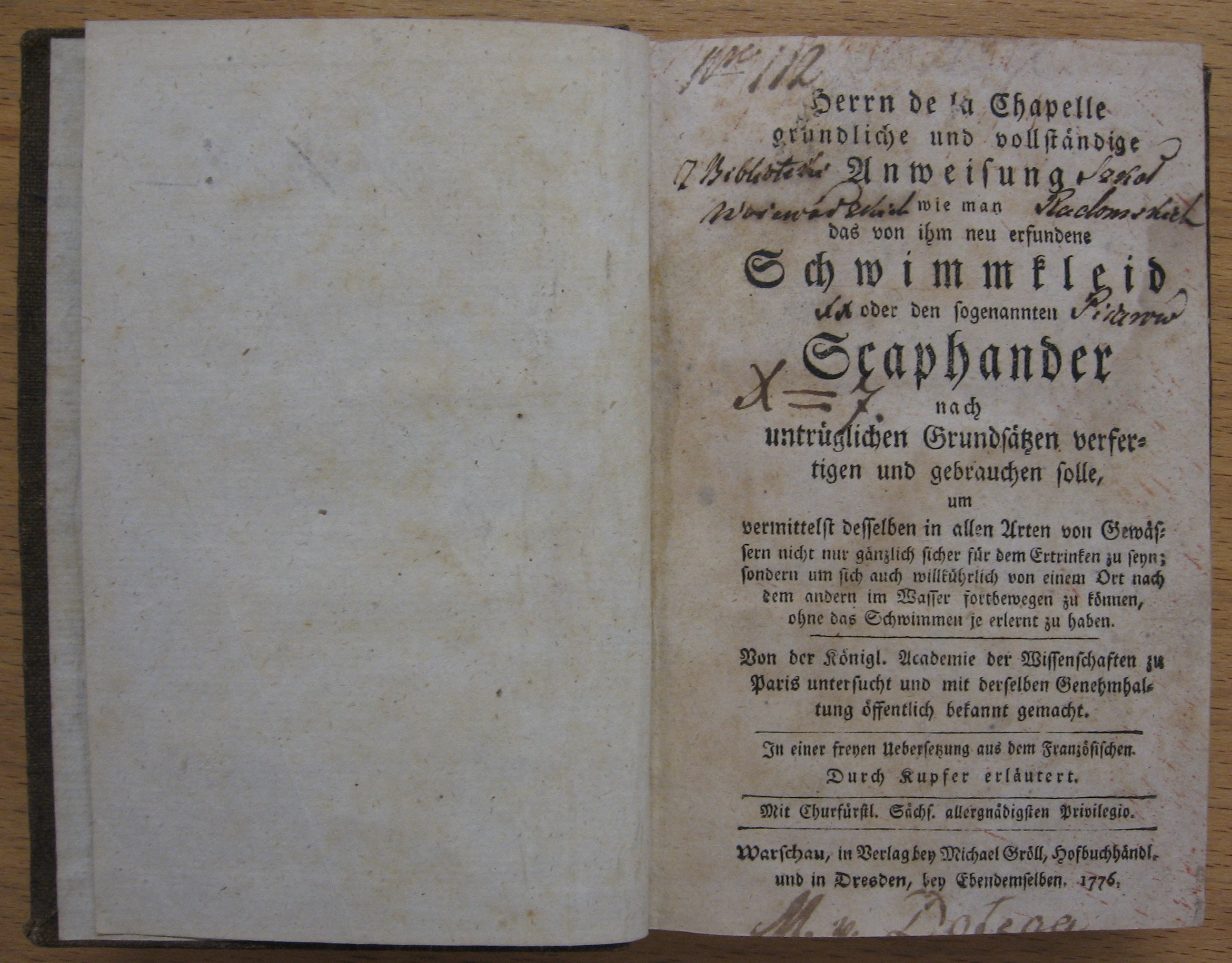
Herrn de la Chapelle gründliche und vollständige Anweisung wie man das von ihm neu erfundene Schwimmkleid oder den sogenannten Scaphander nach untrüglichen Grundsätzen verfertigen und gebrauchen solle, Warschau 1776

Jean-Baptiste de La Chapelle (* um 1710; † vermutlich 1792 in Paris) war ein französischer Mathematiker, Erfinder und einer der Hauptbeiträger zur Encyclopédie für den Themenbereich Mathematik.

## Leben und Werk
Die genauen Lebensdaten von Jean-Baptiste de La Chapelle sind unbekannt. Als im Jahr 1751 der erste Band der Encyclopédie erschien, war er in den Dreißigern oder Vierzigern und lebte in Paris. Bis mindestens 1734 hatte er seinen Unterhalt als Mathematiklehrer verdient. Er war als Übersetzer medizinischer Werke hervorgetreten und hatte mehrere Werke zur Elementarmathematik veröffentlicht. Im Jahr 1747 wurde er in die Londoner Royal Society aufgenommen und ab 1751 war er als königlicher Zensor tätig.
Zur Mitarbeit an der Encyclopédie kam er über seine Bekanntschaft mit d’Alembert, der La Chapelle als Autor der Werke Institutions de géométrie und Traité Des Sections Coniques schätzte und ihn für die Themenbereiche Arithmetik und Geometrie anwarb. Insgesamt trug La Chapelle mehr als 270 Artikel zur Encyclopédie bei und war bis auf den zwölften Band in allen Bänden als Beiträger vertreten (seine Artikel sind mit dem Kürzel „E“ gekennzeichnet). Nach Aussage von Luneau de Boisjermain (1732–1801) soll sich Denis Diderot über La Chapelles Arbeit geäußert haben, dieser erledige seine Aufgabe „ein wenig flink“ und seine mathematischen Artikel seien denen d’Alemberts unterlegen.
Im Jahr 1763 veröffentlichte La Chapelle eine pädagogische Schrift mit dem Titel L’Art de communiquer ses idées (dt. „Von der Kunst, seine Gedanken zu vermitteln“), in der er Vorschläge unterbreitete, wie solche Themen wie Sprache, Geschichte, Mathematik und Religion zu unterrichten seien.

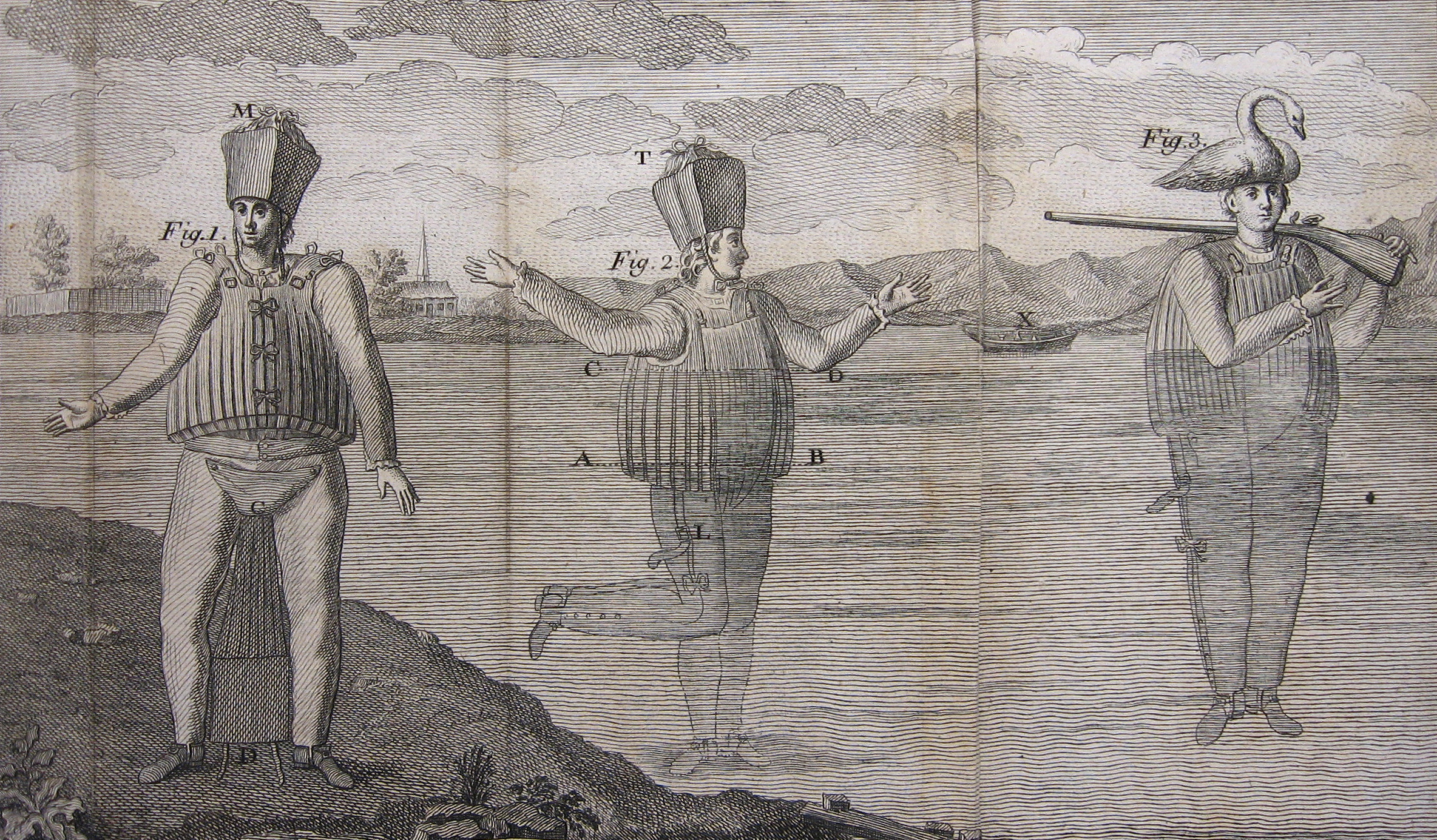
Ausklapptafel mit der Darstellung des von La Chapelle erfundenen „Scaphanders“.

Breitere Bekanntheit erlangte La Chapelle im Jahr 1765 durch seine Versuche mit einer Schwimmweste aus Kork, die er vorgab, erfunden zu haben. Vor großem Publikum sprang er in die Seine und aß, trank, schnupfte, feuerte eine Pistole ab und schrieb, während er an der Oberfläche trieb. Als er diese Vorführung drei Jahre später im Beisein Ludwigs XV. nahe dem königlichen Jagdschloss im Wald von Sénart wiederholen wollte, misslang der Versuch. La Chapelle wurde so schnell von der Strömung weggetrieben, dass Ludwig nicht erkennen konnte, was vor sich ging. Im Jahr 1775 veröffentlichte La Chapelle unter dem Titel Traité de la Construction théorique et pratique du Scaphandre ou du Bateau de l’Homme schließlich ein Buch über seine Erkenntnisse, das 1776 ins Deutsche und 1777 ins Niederländische übersetzt wurde.
Besondere Anziehungskraft übte auch das Bauchreden auf ihn aus. Auf der Grundlage von Studien, die La Chapelle an einem in dieser Kunst besonders begabten Krämer aus Saint-Germain-en-Laye vornahm, schrieb er 1772 unter dem Titel Le Ventriloque, Ou L’Engastrimythe ein Werk über das Bauchreden, das noch im 19. Jahrhundert als Standardwerk zu dem Thema galt.
Für die Jahre nach 1775 sind so gut wie keine Zeugnisse über La Chapelles Leben und Werk überliefert. 1783 führte er einen Prozess gegen einen der Söhne seines früheren Verlegers Jean Debure um eine lebenslange Pension in Höhe von 400 Livres. Danach verliert sich seine Spur.

## Werke (Auswahl)
- Discours sur l’Étude des Mathématiques. Paris 1743
- Institutions de Géométrie, enrichies de notes critiques et philosophiques sur la nature et des développements de l’esprit humain; précédées d’un Discours sur l’Étude des Mathématiques. (2 Bände), Paris 1746, 1757
- Traité des sections coniques et autres courbes anciennes, appliquées et appliquables à la pratique des differents arts. 1750
- L’Art de communiquer ses idées, enrichi de notes historiques et philosophiques. London 1763
- Le Ventriloque, ou l’Engastrimythe. London und Paris 1772
- Traité de la Construction théorique et pratique du Scaphandre ou du bateau de l’homme, approuvé par l’Académie des Sciences. Paris 1774; Neuauflage unter dem Titel Traité de la construction théorique et pratique du scaphandre ou bateau de l’homme… par M. de La Chapelle. Nouvelle édition… Précédé du Projet de formation d’une légion nautique ou d’éclaireurs des côtes, destinée à opérer tels débarquemens qu'on avisera sans le secours de vaisseaux… par… La Reynie… [Jean-Baptiste-Marie-Louis de La Reynie de La Bruyère] Paris an XIII [1805]